# Кошта (Гимарайнш)
Кошта (порт. Costa) — район (фрегезия) в Португалии, входит в округ Брага. Является составной частью муниципалитета Гимарайнш. Находится в составе крупной городской агломерации Большое Минью. По старому административному делению входил в провинцию Минью. Входит в экономико-статистический субрегион Аве, который входит в Северный регион. Население составляет 3450 человек на 2001 год. Занимает площадь 4,92 км².
Покровителем района считается Святая Маринья (порт. Santa Marinha).